# Edman Island
Edman Island ist eine Insel im Archipel der Windmill-Inseln vor der Budd-Küste des ostantarktischen Wilkeslands. Sie liegt nahe dem Zentrum der O’Brien Bay.
Die Insel wurde anhand von Luftaufnahmen der US-amerikanischen Operation Highjump (1946–1947) und Operation Windmill (1947–1948) kartiert. Das Advisory Committee on Antarctic Names benannte sie 1963 nach Donald H. Edman, Ionosphärenforscher auf der Wilkes-Station im Jahr 1958.